# جوزيف كرسبو
جوزيف كرسبو (بالفرنسية: Joseph Crespo)‏ هو لاعب دوري الرغبي فرنسي، ولد في 1925 في Elne ‏ في فرنسا، وتوفي في 15 يوليو 2011.